# Leština (ort i Tjeckien, Olomouc)
Leština är en ort i Tjeckien.   Den ligger i regionen Olomouc, i den östra delen av landet, 180 km öster om huvudstaden Prag. Leština ligger 270 meter över havet och antalet invånare är 1 246.
Terrängen runt Leština är kuperad västerut, men österut är den platt. Leština ligger nere i en dal som går i nord-sydlig riktning.Runt Leština är det ganska tätbefolkat, med 134 invånare per kvadratkilometer. Närmaste större samhälle är Zábřeh, 4,2 km väster om Leština. Trakten runt Leština består till största delen av jordbruksmark.